# Sussac
Sussac är en kommun i departementet Haute-Vienne i regionen Nouvelle-Aquitaine i västra Frankrike. Kommunen ligger i kantonen Châteauneuf-la-Forêt som tillhör arrondissementet Limoges. År 2022 hade Sussac 364 invånare.

## Befolkningsutveckling
Antalet invånare i kommunen Sussac
| Referens: INSEE |